# 里昂星系群
里昂星系群(Lyons Groups of Galaxies，LGG)是視星等的極限星等B0=14.0，退行速度小於每秒5,500公里，鄰近太陽系的星系群目錄。有兩種方法建構這種群體：源自赫克拉(Huchra)和蓋勒(Geller)的滲濾法，和R·布倫特·塔利提出的分層方法。目錄是這兩個結果的綜合版本。
LGG包括485個星系群和3,933個成員星系。

## 外部連結
- LGG description at CDS （页面存档备份，存于）
- Full LGG list of records at CDS （页面存档备份，存于）
- Garcia, A. M. . Astronomy and Astrophysics Supplement Series. 1993-07-01, 100: 47–90  [2021-09-19]. ISSN 0365-0138. （原始内容存档于2019-12-13）.